# Poets of the Fall
Poets of the Fall – fiński zespół muzyczny.

## Historia
Historia Poetów rozpoczęła się w 2003 w stolicy Finlandii, Helsinkach. Marko (wokale) i Ollie (gitary) zaczęli wspólnie tworzyć. Niedługo później dołączył do nich Captain (producent, instrumentalista). Ich styl to mieszanka łagodnego, melodyjnego rocka, gitarowego grania oraz poetyckich tekstów. W szerokim świecie zespół znany jest przede wszystkim z nagrania Late Goodbye, które towarzyszyło grze Max Payne 2: The Fall of Max Payne. Zespół wydaje wszystkie swoje płyty samodzielnie pod szyldem Insomniac, a dystrybucją zajmuje się wytwórnia Playground Music.
W czerwcu 2004 Poeci wydali swojego pierwszego singla z piosenką Late Goodbye, który wspiął się na 14 miejsce oficjalnej listy TOP40. Kolejny singel, Lift, stał się prawdziwym przebojem, utrzymując się 12 tygodni na liście i osiągając maksymalnie 8. miejsce. Ich muzyczna kariera rozwinęła się w roku 2005, kiedy to ukazał się ich debiutancki album Signs of Life. Przełomowy krążek debiutował na 1. miejscu listy przebojów i utrzymał się na niej przez aż 56 tygodni (ponad rok, czyli najdłużej w historii listy TOP40), osiągając w maju 2005 status złotej płyty (15 tys. sprzedanych egzemplarzy), a następnie platynowej w kwietniu 2006 (30 tys. egzemplarzy). Poeci wyruszyli w trasę koncertową, dając ponad 60 koncertów. Zespół wybrał jeszcze dwie piosenki – „Illusion & Dream” i „Stay”, które promowały album w stacjach radiowych.
Pod koniec marca 2006 wydano singel Carnival of Rust, który promował drugi album grupy o tym samym tytule. Dzięki głosom fanów, singel trafił na 1. miejsce listy radia YleX. Teledysk można było zobaczyć m.in. w The Voice i fińskiej MTV. Drugi album ukazał się w kwietniu 2006 i, tak jak poprzedni, od razu podbił serca słuchaczy, plasując się na 1. miejscu listy TOP40. Doszło więc do rzadkiej sytuacji, kiedy dwa albumy tego samego zespołu znajdowały się na liście przebojów. Po nagraniu płyty zespół ponownie wyruszył w trasę, dając pierwszy koncert pod koniec marca 2006. W czerwcu Carnival of Rust była najczęściej nadawaną piosenką w fińskich radiostacjach. Drugi singel z płyty Carnival of Rust to „Sorry Go 'Round”, wydany 16 sierpnia 2006, a kolejny to „Locking Up the Sun”, do którego nakręcono też teledysk.
Jeszcze podczas trasy koncertowej w roku 2007 pojawiają się pierwsze pogłoski o trzeciej płycie. Oficjalne potwierdzenie tej informacji przyniósł listopad 2007. Trzecia płyta grupy zatytułowana „Revolution Roulette” ukazała się 26 marca 2008 roku, a do jej promocji posłużył pierwszy singel „The Ultimate Fling” wydany 6 lutego 2008, który zawierał trzy alternatywne wersje tytułowej piosenki oraz koncertowe nagranie utworu „Fire”. Teledysk do utworu został stworzony przez zwycięzców konkursu Nokia Trends Lab, którzy mieli okazję nagrać zespół podczas ich koncertu. Materiał ten został użyty do zmontowania finalnej wersji teledysku. Następnym teledyskiem PotF jest Diamonds of Tears wydany w lipcu 2008 roku. 17 marca 2010 roku ukazał się czwarty, studyjny album zatytułowany „Twilight Theater”, a 3 lutego 2010 roku został zaprezentowany pierwszy singiel z nowej płyty – „Dreaming Wide Awake”.
16 marca 2011 Poeci wydali piąty album zatytułowany „Alchemy Vol. 1”, na którym znalazło się 13 utworów z poprzednich albumów oraz 2 nowe – „Can You Hear Me” (do którego nakręcono teledysk; został on wydany 18 marca 2011) oraz „No End, No Beginning”.
Zespół cieszy się największą popularnością w rodzimej Finlandii, jednak ma fanów na całym świecie. Poeci występowali także w innych krajach: Danii, Szwecji, Norwegii i w Niemczech, a ich płyty można kupić w Skandynawii, Australii, Nowej Zelandii, RPA i Ukrainie. Fani zgromadzeni na oficjalnym forum dyskusyjnym Poets of the Fall pochodzą z ponad 58 różnych krajów, a ich oficjalna strona rejestruje codziennie ponad 4 tys. odwiedzin z ponad 100 krajów świata.

## Dyskografia
Albumy studyjne
| Signs of Life                           | - Data: 19 stycznia 2005 - Wydawca: Insomniac Records    | 1 | - FIN: 40 tys.+ | - FIN: platynowa płyta |
| Carnival of Rust                        | - Data: 12 kwietnia 2006 - Wydawca: Insomniac Records    | 1 | - FIN: 30 tys.+ | - FIN: platynowa płyta |
| Revolution Roulette                     | - Data: 26 marca 2008 - Wydawca: Insomniac Records       | 1 | - FIN: 15 tys.+ | - FIN: złota płyta     |
| Twilight Theater                        | - Data: 17 marca 2010 - Wydawca: Insomniac Records       | 1 | - FIN: 10 tys.+ | - FIN: złota płyta     |
| Temple of Thought                       | - Data: 21 marca 2012 - Wydawca: Insomniac Records       | 3 |                 |                        |
| Jealous Gods                            | - Data: 19 września 2014 - Wydawca: Insomniac Records    | 1 |                 |                        |
| Clearview                               | - Data: 30 września 2016 - Wydawca: Insomniac Records    | 2 |                 |                        |
| Ultraviolet                             | - Data: 5 października 2018 - Wydawca: Insomniac Records | 1 |                 |                        |
| Ghostlight                              | - Data: 29 Kwietnia 2022 - Wydawca: Insomniac Records    | 2 |                 |                        |
| „–” oznacza, że album nie był notowany. |                                                          |   |                 |                        |

Albumy wideo
| Tytuł          | Dane dot. albumu                                             | Pozycja na liście |
| Tytuł          | Dane dot. albumu                                             | FIN               |
| -------------- | ------------------------------------------------------------ | ----------------- |
| Live in Moscow | - Data: 14 września 2013 - Wydawca: Playground Music Finland | 3                 |

Kompilacje
| Tytuł         | Dane dot. albumu                                   | Pozycja na liście |
| Tytuł         | Dane dot. albumu                                   | FIN               |
| ------------- | -------------------------------------------------- | ----------------- |
| Alchemy Vol.1 | - Data: 16 marca 2011 - Wydawca: Insomniac Records | 9                 |

## Teledyski
| Tytuł                                            | Rok  | Reżyseria                                    |
| ------------------------------------------------ | ---- | -------------------------------------------- |
| „Late Goodbye”                                   | 2004 | Alan Smithee                                 |
| „Lift”                                           | 2004 | Tuomas Harju                                 |
| „Carnival of Rust”                               | 2006 | Tuomas Harju                                 |
| „Locking Up the Sun”                             | 2006 | Tuomas Harju                                 |
| „The Ultimate Fling”                             | 2008 | Sami Mäkelä, Jussi Rautaniemi, Minni Wiitala |
| „Diamonds For Tears”                             | 2008 | Niina Miettinen                              |
| „Carnival of Rust” (Special Edition HD Remaster) | 2009 | Tuomas Harju                                 |
| „Dreaming Wide Awake”                            | 2010 | Oskari Sipola                                |
| „War”                                            | 2010 | Aleksi Koskinen, Akseli Tuomivaara           |
| „Can You Hear Me”                                | 2011 | Mikko Harma                                  |
| „Balance Slays the Demon”                        | 2012 | Remedy Entertainment                         |
| „Cradled in Love”                                | 2012 | Santeri Enstedt, Mikko Harma                 |
| „Daze”                                           | 2014 | Saku-Petteri Perintö                         |
| „Love Will Come To You”                          | 2015 | Saku-Petteri Perintö                         |
| „Choice Millionaire”                             | 2015 | Saku-Petteri Perintö                         |
| „Drama for Life”                                 | 2016 | Saku-Petteri Perintö                         |
| „Children of the Sun”                            | 2017 | Saku-Petteri Perintö                         |
| „Moonlight Kissed”                               | 2017 | Miika Hakala                                 |
| „False Kings”                                    | 2018 | Miika Hakala                                 |
| „Dancing on Broken Glass”                        | 2018 | Miika Hakala                                 |
| „The Sweet Escape”                               | 2019 | Miika Hakala                                 |
| „My Dark Disquiet”                               | 2019 | Miika Hakala                                 |

## Nagrody i wyróżnienia
| Rok  | Kategoria             | Tytułem           | Nagroda    | Nota | Źródło |
| ---- | --------------------- | ----------------- | ---------- | ---- | ------ |
| 2005 | Yhtyetulokas          | Poets of the Fall | Emma-gaala | Laur | [ 8 ]  |
| 2005 | Vuoden debyyttialbumi | Signs of Life     | Emma-gaala | Laur | [ 8 ]  |